# Ironman (album)
Ironman è il primo album in studio del rapper statunitense Ghostface Killah, pubblicato nel 1996.

## Tracce
1. Iron Maiden (featuring Raekwon & Cappadonna) – 4:46
2. Wildflower – 3:26
3. The Faster Blade (featuring Raekwon) – 2:27
4. 260 (featuring Raekwon) – 2:46
5. Assassination Day (featuring Inspectah Deck, RZA, Raekwon & Masta Killa) – 4:18
6. Poisonous Darts – 2:15
7. Winter Warz (featuring Raekwon, U-God, Masta Killa & Cappadonna) – 4:40
8. Box in Hand (featuring Raekwon & Method Man) – 3:14
9. Fish (featuring Raekwon & Cappadonna) – 3:50
10. Camay (featuring Cappadonna & Raekwon) – 4:34
11. Daytona 500 (featuring Raekwon & Cappadonna) – 4:40
12. Motherless Child (featuring Raekwon) – 3:45
13. Black Jesus (featuring Raekwon & U-God) – 4:37
14. After the Smoke Is Clear (featuring The Delfonics, Raekwon & RZA) – 3:17
15. All That I Got Is You (featuring Mary J. Blige) – 5:21
16. The Soul Controller – 6:50